# Camarilla

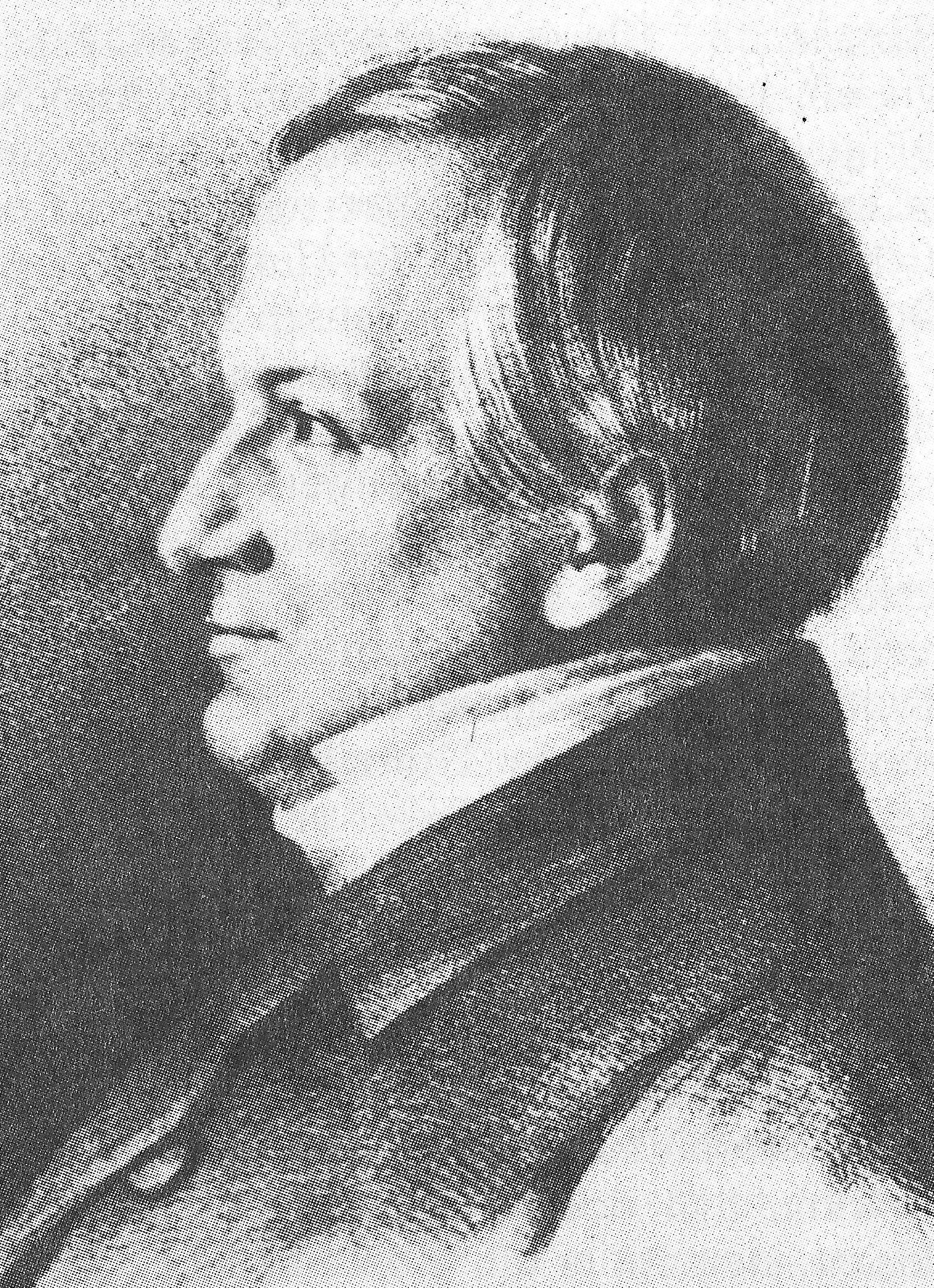
Ernst Ludwig von Gerlach.

Pour la secte vampirique de l'univers du Monde des ténèbres, voir La Camarilla.
 (novembre 2018).
Si vous disposez d'ouvrages ou d'articles de référence ou si vous connaissez des sites web de qualité traitant du thème abordé ici, merci de compléter l'article en donnant les références utiles à sa vérifiabilité et en les liant à la section « Notes et références ».
« Camarilla » désigne, avec une connotation péjorative, un groupe de conseillers du prince. Habituellement, ceux-ci n'ont pas de fonctions ministérielles et ne sont pas détenteurs d’une autorité officielle : ils conseillent le souverain de façon informelle.

## Histoire
Le terme vient du mot espagnol camarilla qui désigne une petite chambre, ou cabinet privé du roi.
C'est cependant en Allemagne que le terme a acquis de l'importance, pour désigner deux groupes de conseillers qui ont marqué l'histoire :
- d'une part le conseil du roi de Prusse Frédéric-Guillaume IV, dont les frères ultra-conservateurs Leopold et Ernst Ludwig von Gerlach desquels il faut rapprocher leur disciple Otto von Bismarck ; néanmoins, ce dernier rompt plus tard le lien avec eux en promouvant au service du pouvoir allemand des idéaux progressistes tels que le libéralisme et le nationalisme allemands du XIXe siècle, idéaux que les frères Gerlach n'ont eu de cesse de combattre ;
- d'autre part le conseil de Paul von Hindenburg, président du Reich, à l'époque de la république de Weimar et du début du Troisième Reich :
  - Oskar von Hindenburg,
  - Otto Meissner,
  - Kurt von Schleicher,
  - Franz von Papen.

On retrouve l'utilisation de ce terme pour désigner le gouvernement du Tsar Alexandre II dans l'oeuvre de Stepniak, La Russie souterraine.